# Coccosterphus bengalensis
Coccosterphus bengalensis är en insektsart som beskrevs av Ahmad, Khan och Yasmeen 1979. Coccosterphus bengalensis ingår i släktet Coccosterphus och familjen hornstritar. Inga underarter finns listade i Catalogue of Life.